# Orix Buffaloes

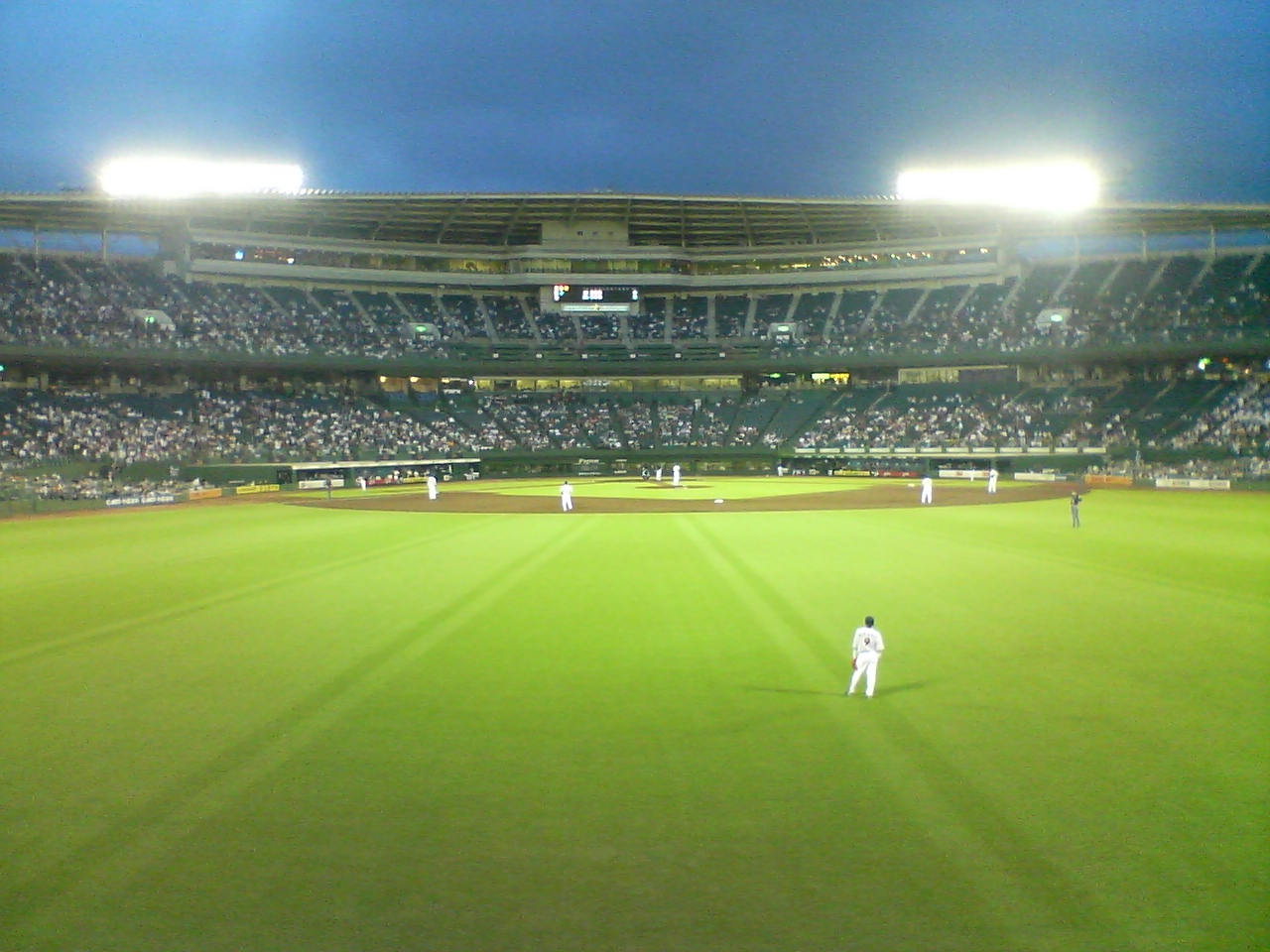
Partido de los Buffaloes desde el Skymark Stadium.

Orix Buffaloes (en japonés オリックス・バファローズ, Orikkusu Bafarōzu) es un equipo de béisbol con sede en conjunta en las ciudades de Kōbe y Osaka, Japón. Fue fundado en 2004 a partir de la fusión del Orix BlueWave con el Kintetsu Buffaloes, juega en la Liga Japonesa de Béisbol Profesional encuadrado en la Liga del Pacífico y disputa sus partidos como local en el Skymark Stadium y el Osaka Dome.
El equipo pertenece al Grupo Orix, una entidad de servicios financieros con sede en Tokio. Orix Buffaloes comenzó a funcionar a partir de la temporada 2005 y es uno de los pocos clubes deportivos del mundo con sede en dos ciudades distintas.

## Historia de la franquicia
En diciembre de 2004 la dirección del Orix BlueWave de Kōbe anunció su fusión con los Kintetsu Buffaloes de Osaka para formar los Orix Buffaloes. En el acuerdo se estipuló que Orix obtendría el 80 por ciento de las acciones de la franquicia, mientras que Kintetsu se quedó con el 20 por ciento restante, y el acuerdo entre los dos clubes supuso una importante reestructuración que afectó a la Liga Japonesa de Béisbol Profesional.
La fusión dejó un panorama poco usual durante los primeros años, en el que los dos clubes se repartieron a la mitad los partidos que el equipo disputaría como local entre las ciudades de Kōbe y Osaka, y se confeccionó una plantilla a partir de los jugadores de ambos equipos.
Durante sus primeras tres temporadas el equipo no alcanzó la clasificación para las Series de Japón, quedando entre los últimos puestos de la Liga del Pacífico. En el año 2008 consiguieron quedar en segunda posición, pero cayeron ante los Hokkaido Nippon Ham Fighters en la fase final.

### Historia de los dos equipos fusionados

#### Orix BlueWave
El equipo fue fundado en 1936 como Osaka Hankyu, bajo control de la compañía de ferrocarril Hankyu Railway, convirtiéndose así en uno de los equipos de béisbol profesional japonés más antiguos. 
Más tarde, pasarían a llamarse Hankyu Braves y se convirtieron en uno de los equipos más poderosos de la Liga del Pacífico. Entre 1967 y 1972 el equipo ganó su división cinco veces, pero no conseguirían las Series de Japón hasta 1975, cuando vencieron durante tres años seguidos. En los años 1980 el equipo mantuvo su estatus, pero los Seibu Lions los superaron durante toda la década. 
En octubre de 1988 Hankyu Electric Railways anunció la venta de la franquicia a la compañía Orient Lease (actual Orix) bajo dos condiciones: la primera era el mantenimiento de la franquicia en Nishinomiya y la segunda era que el equipo conservara el nombre de Braves. Esto solo se mantuvo desde 1989 a 1991, bajo la denominación Orix Braves.
En 1991 Orix anuncia el cambio de nombre al de Orix BlueWave y su traslado a un nuevo estadio en Kōbe. El movimiento sorprendió a sus aficionados, pero la cercanía entre las dos ciudades y las mejoras del nuevo campo hicieron que éstos se mostraran finalmente a favor del traslado. En 1995 y 1996 BlueWave ganó la Liga del Pacífico, y en 1996 consiguieron la Serie de Japón liderados por Ichiro Suzuki.

#### Osaka Kintetsu Buffaloes
El equipo fue fundado en 1950 como los Kintetsu Pearls y desde sus inicios perteneció a Kintetsu Railways, que lo estableció en la ciudad de Osaka. Durante sus primeros años de existencia el equipo contó con malos resultados y una base de aficionados menor que la de otros equipos cercanos como los Hanshin Tigers. La pobre imagen provocó que la empresa cambiase el nombre al de Buffalo en 1959 y Buffaloes en 1961.
La mala situación deportiva del equipo cambió a partir de 1968. Osamu Mihara, que consiguió que los Taiyo Whales obtuvieran su primera Serie en 1967, lideró al equipo a ganar sus dos primeras Ligas del Pacífico en 1969 y 1970. A pesar de no vencer en las Series de Japón, consiguió dotar al conjunto de una imagen seria como competidor.
Los Buffaloes no volverían a la senda del éxito hasta 1988, cuando el entrenador Akira Ogi llegó al equipo. Tras conseguir la segunda plaza en 1988, obtuvo la Liga del Pacífico de 1989. La franquicia se mudó de estadio en 1997, cuando se cambió el Estadio Fujidera por el Osaka Dome, y en 2001 volverían a vencer la Liga del Pacífico. El equipo no ganó la Serie de Japón ni una sola vez durante su existencia.

## Palmarés

### Como Orix Buffaloes
- Serie de Japón: 1 (2022)
- Liga del Pacífico: 2 (2021, 2022）

### Como Orix BlueWave
- Serie de Japón: 4 (1975, 1976, 1977, 1996)
- Liga del Pacífico: 12 (1967, 1968, 1969, 1971, 1972, 1975, 1976, 1977, 1978, 1984, 1995, 1996)

### Como Kintetsu Buffaloes
- Serie de Japón: 0
- Liga del Pacífico: 4 (1969, 1970, 1989, 2001)